# Калудерац
Калудерац (на сръбски: Калудерац) е село в Черна гора, разположено в община Будва. Намира се на 33 метра надморска височина. Населението му според преброяването през 2011 г. е 279 души, от тях: 132 (47,31 %) черногорци, 99 (35,48 %) сърби, 12 (4,30 %) мюсюлмани, 31 (11,11 %) неизвестни.

## Население
Численост на населението според преброяванията през годините:
- 1948 – 108 души
- 1953 – 131 души
- 1961 – 89 души
- 1971 – 46 души
- 1981 – 49 души
- 1991 – 250 души
- 2003 – 247 души
- 2011 – 279 души